# Velký Porák
Velký Porák je potok v okrese Jičín, který je zdrojnicí Poráku. Délka jeho toku činí zhruba 6,8 km. Plocha jeho povodí měří 11,3 km².

## Průběh toku
Potok pramení jihozápadně od obce Ohařice v široké zdrojnici v zalesněném údolí mezi linií tří vrchu na severu (Dubolka, Houser, Svatá Anna) a Velišským hřbetem na jihu. Na svém toku napájí rybníky U Sv. Trojice, bezejmenný rybník na vedlejším přítoku od vrchu Houser, Jíkavec (přírodní památka), Vyplatil a Lhotský (Lhotecký), které jsou řazeny do širší soustavy Ostruženských rybníků (viz PP Ostruženské rybníky). Po celé své délce teče převážně východním až jihovýchodním směrem k Jičínu, západně od nějž se stéká s Malým Porákem. Jejich následný společný tok nese jméno Porák.